# Teenage Bottlerocket
I Teenage Bottlerocket sono un gruppo musicale statunitense con membri di Laramie e Newcastle, formatosi nel 2001.
La band è stata formata dai fratelli gemelli Brandon e Ray Carlisle, a seguito dello scioglimento delle loro band precedente, i Homeless Wonders, nel 2000.

## Storia del gruppo
Originariamente composto da Ray (basso e voce), Brandon (batteria), e Zach Doe (chitarra), il gruppo pubblicò il loro EP di debutto A Bomb, nel 2002. Poco dopo Doe tornò a Chicago, lasciando i due gemelli senza un chitarrista fino a trovare all'University of Wyoming Music Majo, Joel Pattinson. Nel 2003 incisero il loro primo album Another Way, pubblicato anche su One Legged Pup. La pubblicazione è avvenuta solo in vinile, nella notte di Halloween 2003. La band continua a suonare e promuovere in numerosi locali. La band intende intraprende un breve tour estivo del Midwest nel 2004, ma Pattinson non è potuto partire a causa dei suoi obblighi verso l'orchestra dell'Università. I gemelli Carlisles chiamano il loro vecchio amico Kody Templeman a suonare la chitarra durante il tour, per poi farlo entrare stabilmente nella formazione.
Tra la fine del 2004 e il 2005 la band registra un nuovo album, Total, con la nuova casa discografica Red Scare. Dopo aver inciso Total, suonano con Methadones, Chixdiggit, e The Mr. T Experience. Durante l'inverno 2005/2006 hanno intraprendono il loro tour europeo per le vacanze. Nell'estate del 2006 i Bottlerocket intraprendono un altro tour nazionale.
Il 28 dicembre 2007 la band ha girato un videoclip per la canzone In the Basement, dall'album Warning Device, pubblicato dalla Red Scare Records.
Il 10 febbraio 2009 i Teenage Bottlerocket firmano per la Fat Wreck Chords. Il loro primo album per l'etichetta, intitolato They Came from the Shadows, è stato pubblicato il 15 settembre 2009. Da questo album è stato estratto il singolo Skate or Die, per il quale è stato girato un video ufficiale. Negli anni successivi vengono pubblicati altri due album, Freak Out! (2012) e Tales from Wyoming (2015).
Il 7 novembre 2015 arriva la notizia della morte, dopo tre giorni di coma, del batterista e cofondatore della band Brandon Carlisle.

## Formazione

### Ultima
- Ray Carlisle – chitarra, voce (2001-attuale)
- Kody Templeman – chitarra, voce (2004-attuale)
- Miguel Chen – basso (2007-attuale)
- Darren Chewka - batteria (2016 - attuale)

### Ex componenti
- Joel Pattinson – chitarra (2003)
- Zach Doe – chitarra (2001-2002)
- Brandon Carlisle – batteria (2001-2015)

## Discografia

### Album in studio
- 2003 – Another Way
- 2005 – Total
- 2008 – Warning Device
- 2009 – They Came from the Shadows
- 2012 – Freak Out!
- 2015 – Tales from Wyoming
- 2019 -  Stay Rad!

### EP
- 2002 – A-Bomb
- 2011 – Mutilate Me
- 2013 – American Deutsch Bag